# Distretto di Beni Ounif
Il distretto di Beni Ounif è un distretto della provincia di Béchar, in Algeria, con capoluogo Beni Ounif.